# Distretto di Bazarak
Il distretto di Bazarak è un distretto dell'Afghanistan appartenente alla provincia del Panjshir.